# Zacatecas (marș)

Marșul Zacatecas, conform originalului din spaniolă, Marcha de Zacatecas, este un cântec patriotic și imnul neoficial al Mexicului. 
Marșul Zacatecas a fost compus în 1891 de către Genaro Codina, ca o parte a "competiției" dintre acesta și prietenul acestuia Fernando Villalpando.  Codina și Villalpando au scris amândoi diferite marșuri ca urmare a cererii lui Jesús Aréchiga, guvernatorul statului Zacatecas. 